# بطباط قرمزي
البَطباط القرمزي نوع نباتي يتبع جنس البَطباط من الفصيلة البطباطية.